# God Forgives, I Don't
God Forgives, I Don't is het vijfde studioalbum van de Amerikaanse rapper Rick Ross, uitgebracht op 30 juli 2012 door Mercury Records en Def Jam.